# Saint-Germain-le-Rocheux
Saint-Germain-le-Rocheux – miejscowość i gmina we Francji, w regionie Burgundia-Franche-Comté, w departamencie Côte-d’Or.
Według danych na rok 1990 gminę zamieszkiwało 108 osób, a gęstość zaludnienia wynosiła 14 osób/km² (wśród 2044 gmin Burgundii Saint-Germain-le-Rocheux plasuje się na 802. miejscu pod względem liczby ludności, natomiast pod względem powierzchni na miejscu 1062.).